# Kristina Wagner
Kristina Wagner, nata Kristina Kay Crump (Indianapolis, 30 ottobre 1962), è un'attrice statunitense.
È famosa in particolare per il ruolo di Felicia Jones in General Hospital.

## Biografia
Kristina Wagner nasce in Indianapolis nell'Indiana il 30 ottobre 1962 dai suoi genitori Leonard Hale Crump e Carolyn Mae Schwomeyer. Ha due fratelli Joe e Dan Crump.

### Carriera
La svolta nella sua carriera arriva nel 1984 quando entra a far parte del cast della soap opera General Hospital nel ruolo di Felicia Jones. Nel 2005 esce dal cast della soap per poi tornare dal 2007 al 2008 e nuovamente dal 2012. Nel 1988 appare come guest star nella serie tv Hotel. Nel 1994 appare nel film Double Dragon nel ruolo di Linda Lash. Nello stesso anno appare nel film Detective Shame: indagine ad alto rischio. Dal 2015 al 2016 ottiene il ruolo ricorrente di Nora Avery nella serie tv Quando chiama il cuore.

### Vita privata
Nel 1981 sposa Randy Malandro ma divorziano nel 1985. Nel 1993 sposa il suo co-protagonista di General Hospital, Jack Wagner divorziando definitivamente da lui nel 2006. I due insieme hanno avuto due figli Harrison (deceduto in giovane età nel 2022) e Peter Wagner.

## Filmografia

### Cinema
- Double Dragon (1994)
- Detective Shame: indagine ad alto rischio (1994)

### Televisione
- General Hospital - soap opera (1984–2005, 2007–2008, 2012-in corso)
- Hotel - serie TV, 1 episodio (1988)
- Quando chiama il cuore - serie TV, 13 episodi (2015-2016)